# Four Walls and a Roof
Four Walls and a Roof é o terceiro episódio da quinta temporada da série de televisão do gênero terror pós-apocalíptico The Walking Dead. O episódio foi ao ar originalmente em 26 de outubro de 2014 na AMC, nos Estados Unidos. Foi dirigido por Jeffrey F. January e escrito por Angela Kang.
O episódio é marcado pela morte do personagem Bob Stookey. Exibe também a última aparição dos personagens remanescentes de Terminus, já que todos, incluindo Gareth e Martin, são brutalmente mortos por Rick Grimes e seu grupo. Ao fim do episódio, o grupo principal se divide novamente, com Glenn Rhee, Maggie Greene e Tara Chambler seguindo para Washington D.C, juntamente com Abraham Ford. É ainda, marcado pelo desaparecimento de Carol Peletier, que pela quarta vez na série de televisão recebe um status de desaparecido. Todos os personagens principais estão presentes no episódio, com exceção de Carol Peletier e Beth Greene, interpretadas pelas atrizes Melissa McBride e Emily Kinney, respectivamente.

## Enredo
Gareth (Andrew J. West) insulta Bob Stookey (Lawrence Gilliard Jr.), após seu grupo comer a perna esquerda de Bob, e expressa sua raiva sobre Carol Peletier (Melissa McBride) por ela ter matado sua mãe, Mary (Denise Crosby). Ele ressalta que seu grupo viu Carol do lado de fora da igreja e quase a raptou, mas ela e Daryl Dixon (Norman Reedus) saíram às pressas em um carro. Gareth promete comer Rick Grimes (Andrew Lincoln) e seu grupo. Bob começa a chorar histericamente, mas depois passa a gargalhar espalhafatosamente e mostra ao grupo de Gareth a mordida que sofreu de um morto-vivo. Em pânico, os que comiam a perna de Bob começam a cuspir, tentando colocar para fora tudo o que comeu. Gareth agride Bob e o deixa desacordado.
Na igreja, Sasha (Sonequa Martin-Green) confronta Padre Gabriel Stokes (Seth Gilliam) sobre o desaparecimento de Bob, Daryl e Carol. Ela argumenta que o padre pode estar acompanhado, pois o desaparecimento só aconteceu após ele cruzar os seus caminhos. Rick então pergunta o que Gabriel fez antes de tê-los encontrado, para ficar tão envergonhado. Gabriel chora ardilosamente e admite que quando ocorreu o surto, ele trancou as portas de sua igreja e ignorou os pedidos de socorro de toda a sua congregação, deixando-os do lado de fora, onde foram atacados e comidos pelos mortos-vivos. Ele mostra grande remorso e diz que ele está condenado ao inferno, e que o grupo de Rick foi enviado por Deus para puni-lo. O grupo então descobre que Bob está deitado do lado de fora da igreja, de forma inconsciente.
Já dentro da igreja, Bob avisa o grupo sobre Gareth, e repete o que Gareth disse a ele sobre Daryl e Carol, antes de mostrar a todos a marca da mordida que sofreu do morto-vivo. Abraham Ford (Michael Cudlitz) começa a discutir seriamente com Rick afirmando que eles têm que sair para Washington o mais rápido possível, mas Glenn Rhee (Steven Yeun) o convence a ficar e ajudá-los a atacar os sobreviventes de Terminus. Sasha, que está ao lado de Bob enquanto ele dorme, pede para Tyreese (Chad Coleman) esfaquear Bob assim que ele parar de respirar, como forma de evitar que ele vire um morto-vivo. Tyreese questiona as ações de Sasha e conta sobre como se sentiu quando Karen (Melissa Ponzio) foi assassinada. Sasha se mostra decidida, e afirma que acompanhará Rick Grimes e os outros no ataque a Gareth e os outros ex-membros de Terminus.
À noite, Rick e parte do grupo saem para procurar Gareth e seu grupo. No entanto, Gareth e os outros estão escondidos fora da igreja e a invadem assim que o grupo parte. Gareth amedronta todos os que estão dentro da igreja, dizendo saber que eles estão sozinhos. Carl Grimes (Chandler Riggs) e Rosita Espinosa (Christian Serratos) são os únicos que estão armados com arma de fogo, enquanto Tyreese permanece ao lado de Bob e Eugene Porter (Josh McDermitt) e Padre Gabriel mostram-se acuados. Gareth propõe a Gabriel que ele fuja com o bebê Judith (Clara Ward), mas muda de ideia quando o bebê passa a chorar. Quando Gareth ordena que Martin atire na maçaneta da porta, Rick e os outros surgem e disparam contra dois membros do grupo de Terminus, Albert (Benjamin Papac) e Mike (Chris Burns), matando-os. Gareth se rende a Rick e ordena que Martin (Chris Coy) faça o mesmo, quando percebe que ele está resistindo. Gareth implora por piedade, mas Rick brutalmente ataca-o com seu facão até a morte, como tinha dito que faria. Em seguida, Michonne (Danai Gurira) acerta o rosto de Theresa (April Billingsley) e a mata, Abraham mata Greg (Travis Young) e Sasha esfaqueia Martin até a morte. Gabriel é perturbado pela brutalidade ocorrida dentro de sua igreja, e afirma que o lugar é "a casa de Deus", mas Maggie responde que é apenas quatro paredes e um telhado.
Na manhã seguinte, todo mundo se despede de Bob, que já mostra seus últimos sinais de vida. Bob agradece a Rick por ter sido aceito na prisão, onde ele pôde ver que ainda havia boas pessoas no mundo. Mais tarde, ele morre ao lado de Sasha, e Tyreese dá-lhe uma facada na cabeça para poupar-lhe de tornar-se um morto-vivo. O grupo enterra o corpo de Bob ao lado da igreja.
Abraham entrega a Rick um mapa com uma rota específica que eles estão tomando para Washington. Abraham, Eugene Porter, Rosita, Glenn, Maggie e Tara Chambler (Alanna Masterson) partem no ônibus rumo à Washington. Após a partida, Rick lê uma mensagem deixada por Abraham no mapa, onde diz que ele deve ir para Washington pois o mundo precisa de pessoas como ele.
Naquela noite, Gabriel conversa com Michonne sentado nas escadas da porta da frente da igreja. Ele expressa desconforto sobre o horror que viu recentemente. Michonne ouve um barulho vindo da floresta e vai investigar. Ela encontra Daryl, que aparece por detrás das folhas. Michonne percebe a ausência de Carol e questiona onde está a companheiro. Daryl não responde, mas olha para os arbustos e diz: "Vamos lá para fora."

## Recepção
O episódio recebeu críticas positivas dos críticos.
Matt Fowler, do IGN, deu ao episódio uma média de 8,6 pontos, dizendo que o episódio mostrou mais uma vez uma força poderosa do grupo de Rick, que aniquilou o grupo de Gareth em um só ataque.
Alan Sepinwall, do HitFix, afirmou que "este episódio foi polposo, eficaz e uma boa ilustração das formas de The Walking Dead". No que diz respeito ao massacre na igreja, ele disse: "Eu apreciei tanto que os escritores não mantiveram os canibais como uma ameaça a longo prazo... foi brutal, e ilustrou como Rick pode ser frio e áspero quando você empurra-o a este ponto."